# Miss Fisher's Murder Mysteries
Miss Fisher's Murder Mysteries is een Australische misdaadserie. De serie werd voor het eerst uitgezonden op televisiezender ABC op 24 februari 2012.

## Serie
De serie is gebaseerd op de boeken van auteur Kerry Greenwood en werd bedacht door Deb Cox en Fiona Eagger. Miss Fisher's Murder Mysteries draait om het leven van Phryne Fisher (Essie Davis), een privédetective in de jaren 1920 in Melbourne. Het eerste deel van de serie werd gefilmd in 2011 gedurende een periode van zes maanden met een budget van 1 miljoen Australische dollar per aflevering. De dramaserie werd gekocht door televisiezenders in 120 landen. Een tweede serie werd gefilmd in 2013 en is uitgezonden op 6 september 2013. Er werd ook een derde serie geproduceerd, die uitkwam op 8 mei 2015.

## Karakters
- Phryne Fisher, gespeeld door Essie Davis
- Detective John 'Jack' Robinson, gespeeld door Nathan Page
- Dorothy 'Dot' Williams, gespeeld door Ashleigh Cummings
- Politieman Hugh Collins, gespeeld door Hugo Johnstone-Burt
- De butler, gespeeld door Richard Bligh

### Terugkerende karakters
- Bert Johnson, door Travis McMahon
- Cec Yates, door Anthony Sharpe
- Dr. Elizabeth Macmillan, door Tammy MacIntosh
- Prudence Elizabeth Stanley, door Miriam Margolyes
- Jane Ross, door Ruby Rees-Wemyss
- Murdoch Foyle, door Nicholas Bell

## Seizoenen
Een overzicht van de seizoenen met data zoals deze oorspronkelijk in Australië zijn uitgezonden.
| Seizoen | Afleveringen | Eerste uitzenddatum |
| ------- | ------------ | ------------------- |
| 1       | 13           | 24 februari 2012    |
| 2       | 13           | 6 september 2013    |
| 3       | 8            | 8 mei 2015          |

## Prijzen en nominaties
| Jaar | Prijs        | Categorie                                | Resultaat   |
| ---- | ------------ | ---------------------------------------- | ----------- |
| 2013 | AACTA Awards | Beste hoofdactrice in een televisiedrama | Genomineerd |
| 2014 | AACTA Awards | Beste kostuumontwerp                     | Gewonnen    |
| 2015 | AACTA Awards | Beste dramaserie                         | Genomineerd |
| 2016 | Logic Awards | Best actrice (Essie Davis)               | Genomineerd |